# Glaucias (koning)
Glaucias was van 335 tot 295 v.Chr. een Illyrische koning. Hij werd opgevolgd door Bardylis II.

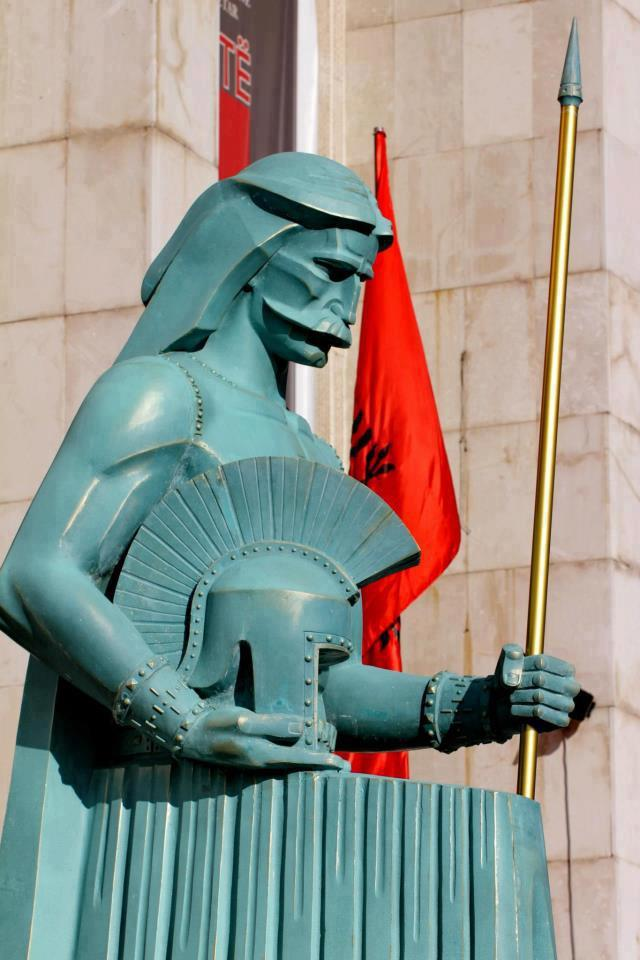
Standbeeld van Glaucias in de Albanese hoofdstad Tirana.